# 福肯瓦爾德格拉本河

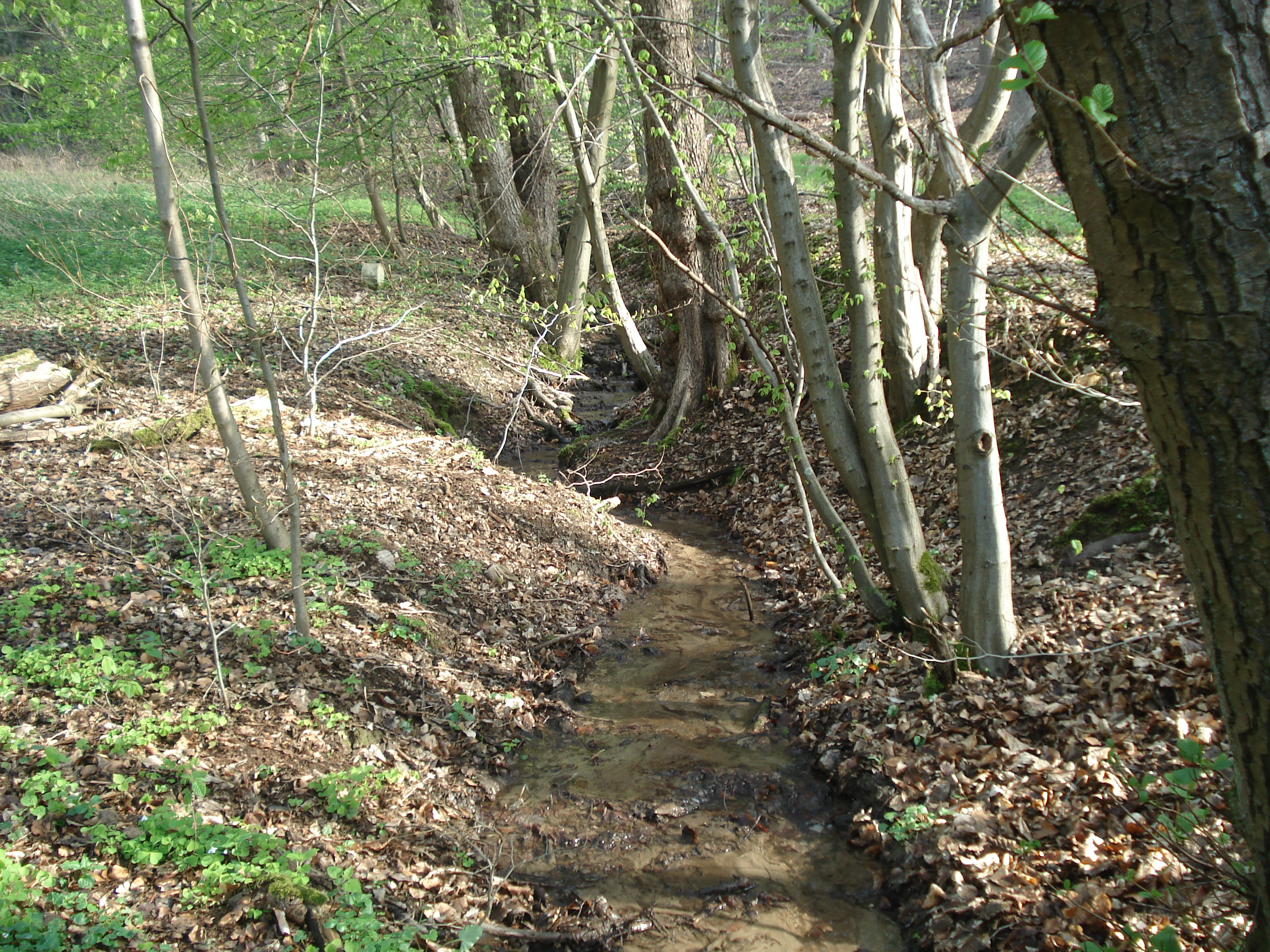
福肯瓦爾德格拉本河

50°1′22.63″N 9°9′34.54″E / 50.0229528°N 9.1595944°E
福肯瓦爾德格拉本河（德語：Fockenwaldgraben），是德國的河流，位於該國東南部，由巴伐利亞負責管轄，屬於阿弗巴赫河的左支流，河道全長0.8公里，流域面積0.3平方公里。